# Shrule Turlough SAC
Shrule Turlough SAC este o arie protejată (arie specială de conservare — SAC, sit de importanță comunitară — SCI) din Irlanda întinsă pe o suprafață de 170,52 ha, integral pe uscat.

## Localizare
Centrul sitului Shrule Turlough SAC este situat la coordonatele 53°32′00″N 9°06′46″W / 53.533316°N 9.112752°V.

## Înființare
Situl Shrule Turlough SAC a fost declarat sit de importanță comunitară în mai 1998 pentru a proteja un număr necunoscut de specii din flora spontană și fauna sălbatică aflate în arealul zonei. Situl a fost protejat și ca arie specială de conservare în noiembrie 2018.

## Biodiversitate
Situată în ecoregiunea atlantică, aria protejată conține 1 habitat natural: Turlough.
La baza desemnării sitului se află un număr nedeclarat de specii protejate.